# Сасик-бій
Сасик-бій — каракалпацький бій, правитель нації. За правління казахського хана Тауке Каракалпакія увійшла до складу Казахської Орди як васальна держава. За згодою Тауке її очолив вищий бій — Сасик-бій, що був обраний каракалпаками.